# Europeiska inomhusspelen i friidrott 1967
De andra ”europamästerskapen” i friidrott inomhus genomfördes 1967 i Prag, Tjeckoslovakien. 1966 – 1969 gick tävlingarna under beteckningen Europeiska inomhusspelen, men från och med 1970 används begreppet Europamästerskapen i friidrott inomhus.

## Medaljörer, resultat

### Herrar
50 m
- 1 Pasquale Giannattasio, Italien  – 5,7
- 2 Aleksandr Lebedev, Sovjetunionen  – 5,8
- 3 Viktor Kasatkin, Sovjetunionen – 5,9

400 m
- 1 Manfred Kinder, Västtyskland  – 48,4
- 2 Hartmut Koch, Östtyskland  – 48,6
- 3 Nikolaj Sjkarnikov, Sovjetunionen  – 50,4

800 m
- 1 Noel Carroll, Irland – 1.49,6
- 2 Tomáš Jungwirth, Tjeckoslovakien – 1.49,8
- 3 Jan Kasal, Tjeckoslovakien – 1.50,0

1 500 m
- 1 John Whetton, Storbritannien – 3.48,7
- 2 Josef Odložil, Tjeckoslovakien  – 3.49,6
- 3 Stanislav Hoffmann, Tjeckoslovakien – 3.50,5

3 000 m
- 1 Werner Girke, Västtyskland - 7.58,6
- 2 Rasjid Sjarafetdinov, Sovjetunionen – 7.59,0
- 3 Lajos Mecser, Ungern – 8.00,6

50 m häck
- 1 Eddy Ottoz, Italien – 6,4
- 2 Valentin Tjistjakov, Sovjetunionen – 6,6
- 3 Anatolij Michajlov, Sovjetunionen – 6,7

4 x 300 m
- 1 Sovjetunionen – 2.18,0
- 2 Polen – 2.20,2
- 3 Tjeckoslovakien – 2.20,5

Höjdhopp
- 1 Anatolij Moroz, Sovjetunionen – 2,14
- 2 Henry Elliot, Frankrike – 2,14
- 3 Rudolf Baudiš, Tjeckoslovakien – 2,11

Längdhopp
- 1 Lynn Davies, Storbritannien – 7,85
- 2 Leonid Barkovskij, Sovjetunionen – 7,85
- 3 Andrzej Stalmach, Polen – 7,74

Stavhopp
- 1 Igor Feld, Sovjetunionen – 5,00
- 2 Gennadij Bliznetsov, Sovjetunionen – 4,90
- 3 Wolfgang Nordwig, Östtyskland – 4,90

Trestegshopp
- 1 Petr Nemšovský, Tjeckoslovakien – 16,57
- 2 Henrik Kalacsai, Ungern – 16,45
- 3 Aleksandr Zolotarjov, Sovjetunionen – 16,40

Kulstötning
- 1 Nikolaj Karasyov, Sovjetunionen – 19,26
- 2 Eduard Gusjtjin, Sovjetunionen – 18,96
- 3 Vladyslav Komar, Polen – 18,85

### Damer
50 m
- 1 Márgit Nemesházi, Ungern – 6,3
- 2 Karin Wallberg, Sverige  – 6,4
- 3 Galina Bucharina, Sovjetunionen – 6,5

400 m
- 1 Karin Wallgren, Sverige – 55,7
- 2 Lia Louer, Nederländerna – 56,7
- 3 Liljana Petnjarić, Jugoslavien – 57,3

800 m
- 1 Karin Kessler, Västtyskland – 2.08,2
- 2 Maryvonne Dupureur, Frankrike – 2.09,6
- 3 Valentina Lukjanova, Sovjetunionen – 2.10,5

50 m häck
- 1 Karin Balzer, Östtyskland – 6,9
- 2 Vlasta Seifertová, Tjeckoslovakien – 7,0
- 3 Inge Schnell, Västtyskland – 7,1

4 x 150 m
- 1 Sovjetunionen – 1.12,4
- 2 Tjeckoslovakien – 1.14,0
- 3 Östtyskland – 1.14,0

Höjdhopp
- 1 Taisija Tjentjik, Sovjetunionen  – 1,76
- 2 Linda Knowles, Storbritannien – 1,73
- 3 Jaroslava Králová, Tjeckoslovakien – 1,70

Längdhopp
- 1 Berit Berthelsen, Norge  – 6,51
- 2 Heide Rosendahl, Västtyskland – 6,41
- 3 Viorica Viscopoleanu, Rumänien – 6,40

Kulstötning
- 1 Nadezjda Tjizjova, Sovjetunionen  – 17,44
- 2 Ivanka Christova, Bulgarien  – 16,55
- 3 Maria Chorbova, Bulgarien  – 16,23

## Medaljfördelning
| Medaljfördelning |                 |      |        |       |        |
| Plats            | Land            | Guld | Silver | Brons | Totalt |
| 1                | Sovjetunionen   | 7    | 6      | 6     | 19     |
| 2                | Västtyskland    | 3    | 1      | 1     | 5      |
| 3                | Storbritannien  | 2    | 1      | 0     | 3      |
| 4                | Italien         | 2    | 0      | 0     | 2      |
| 5                | Tjeckoslovakien | 1    | 4      | 5     | 10     |
| 6                | Östtyskland     | 1    | 1      | 2     | 3      |
| 7                | Ungern          | 1    | 1      | 1     | 3      |
| 8                | Sverige         | 1    | 1      | 0     | 2      |
| 9                | Irland          | 1    | 0      | 0     | 1      |
|                  | Norge           | 1    | 0      | 0     | 1      |
| 11               | Frankrike       | 0    | 2      | 0     | 2      |
| 12               | Polen           | 0    | 1      | 2     | 3      |
| 13               | Bulgarien       | 0    | 1      | 1     | 2      |
| 14               | Nederländerna   | 0    | 1      | 0     | 1      |
| 15               | Rumänien        | 0    | 0      | 1     | 1      |
|                  | Jugoslavien     | 0    | 0      | 1     | 1      |